# Éminence grise

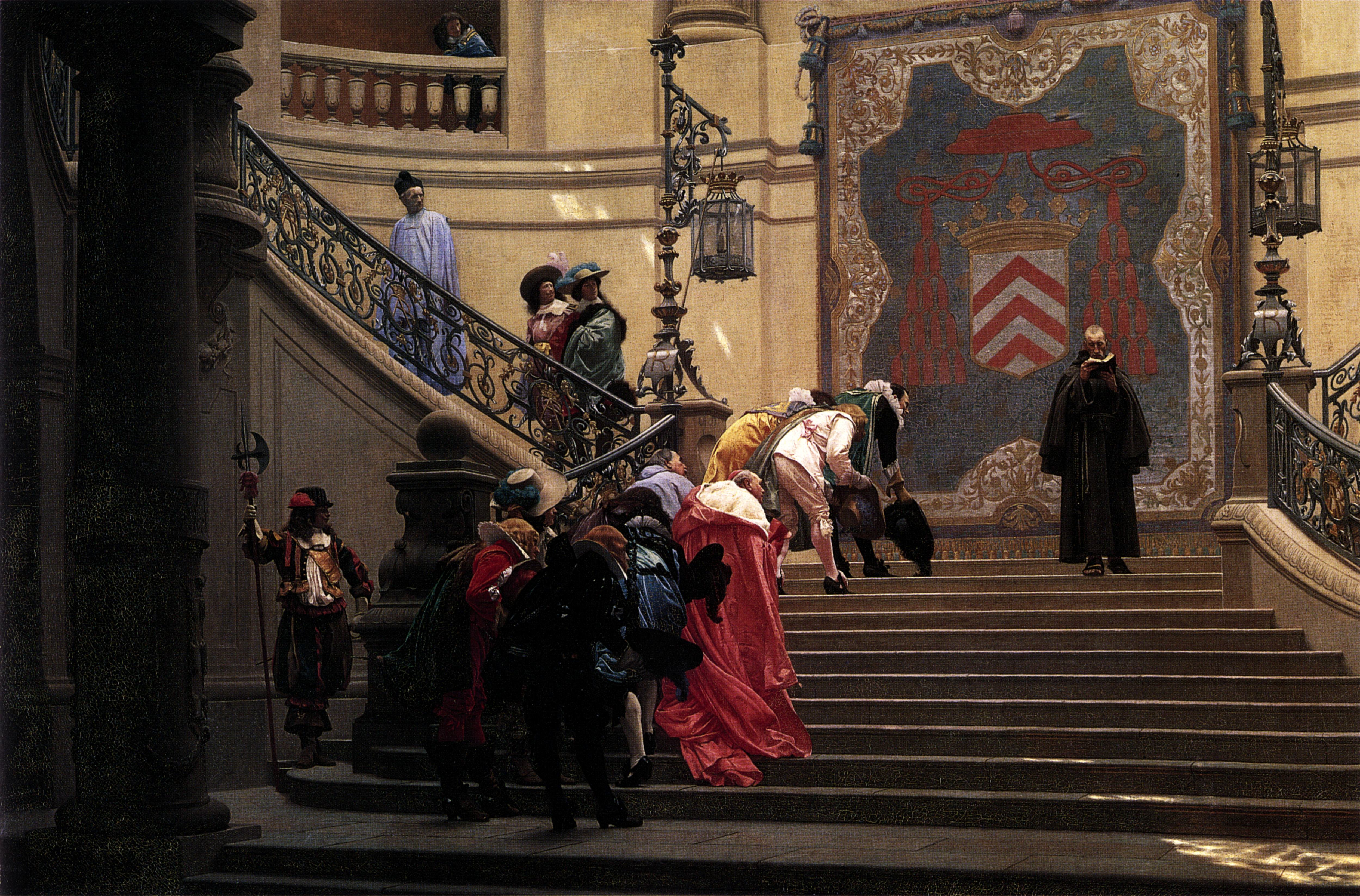
L'Éminence grisePeinture représentant le père Joseph, par Jean-Léon Gérôme, 1873.

Une éminence grise est un conseiller influent, qui peut aller jusqu'à exercer réellement le pouvoir, tout en restant dans l'ombre d'une personnalité politique ou publique.

## Origines
Cette expression fut pour la première fois employée pour désigner Joseph François Leclerc du Tremblay, dit aussi « le Père Joseph » (1577-1638), conseiller officieux du cardinal de Richelieu, « éminence rouge » et principal ministre du roi Louis XIII. Membre des capucins, il portait une robe de bure grise. Bien qu'il ne fut pas nommé cardinal (sa mort l'en ayant privé de peu), ses détracteurs le considéraient aussi puissant que Richelieu, il eut droit au titre d'« éminence ». Il joua un rôle déterminant dans la dernière phase de la guerre de Trente Ans, en provoquant notamment l'intervention de la Suède.
Par la suite, on désigna une personne exerçant une influence sur une personnalité publique au-delà de son rôle officiel par la locution éminence grise, par référence au rôle du père Joseph sur Richelieu.

## Exemples d'éminences grises

### AuVIIIesiècle
- Les maires du palais avec les derniers rois mérovingiens
- Alcuin, conseiller de Charlemagne, bien qu'Alcuin ne reste pas vraiment dans l'ombre.

### AuXVesiècle
- Tanneguy du Châtel, conseiller de Charles VII, eut ce rôle.
- Olivier Le Daim, conseiller de Louis XI
- Jean de Dunois, grand chambellan de France et lieutenant général du royaume.

### AuXVIIesiècle
- Le père Joseph, conseiller du Cardinal de Richelieu

### AuXVIIIesiècle
- Madame de Pompadour aurait pu avoir ce rôle vis-à-vis de Louis XV[1].
- Johann Christoph von Wöllner auprès de Frédéric-Guillaume II de Prusse.
- Johann Friedrich Struensee auprès de Christian VII de Danemark[1].

### AuXXesiècle
- Grigori Raspoutine auprès de d'Alexandra Feodorovna, l'épouse du tsar Nicolas II.

- le colonel House auprès du président Woodrow Wilson.
- Harry Hopkins auprès du président Franklin Delano Roosevelt[1].
- Brendan Bracken auprès de Winston Churchill
- Henry du Moulin de Labarthète, auprès de Philippe Pétain à Vichy
- Jean Jardin auprès de Pierre Laval.
- Alexandre Iakovlev auprès de Mikhaïl Gorbatchev[1].
- Martin Bormann auprès d'Adolf Hitler.
- Robert Leiber auprès de Pie XII
- Luis Carrero Blanco auprès de Francisco Franco
- Asadollah Alam auprès de Mohammad Reza Pahlavi, dernier Chah d'Iran.
- Driss Basri auprès du Roi Hassan II.
- Henry Kissinger, conseiller du président Richard Nixon, qui le fit sortir de l'ombre en le nommant secrétaire d'État en 1973.
- François de Grossouvre auprès de François Mitterrand.
- Georges Albertini, Marie-France Garaud et Pierre Juillet auprès de Georges Pompidou.
- Vladimir Poutine auprès d'Anatoli Sobtchak.

### AuXXIesiècle
- Patrick Buisson auprès de Nicolas Sarkozy.
- Choi Soon-sil auprès de Park Geun-hye[1].
- Steve Bannon auprès de Donald Trump[1].
- Karina Milei auprès de Javier Milei[4].
- Wang Huning auprès de Hu Jintao, puis de Xi Jinping[5].

## Spécificités de l'éminence grise
L'éminence grise se distingue d'un conseiller habituel par l'influence qu'il exerce largement au-delà de ses responsabilités officielles. Ce sont par exemple :
- Madame de Pompadour qui, sollicitée par l'Impératrice Marie-Thérèse d'Autriche, fait pression sur Louis XV pour signer le traité de renversement des alliances de la France en faveur de l'Autriche et contre la Prusse en 1756 ;
- St. John Philby qui négocie, au nom d'Ibn-Saoud, le traité de Djeddah, pacte de non-agression entre Ibn Saoud et le Royaume-Uni ainsi que la frontière entre l'Arabie saoudite et le Yémen en 1936/1937 ;
- le colonel House, simple conseiller du Président Wilson, qui prépare les Quatorze points de Wilson et travaille sur la rédaction du traité de Versailles aussi bien que du Pacte de la Société des Nations en 1918/19 ;
- Robert Leiber, prêtre jésuite allemand, collaborateur de Mgr.Paccelli à Munich et à Berlin (1917/29), secrétaire officieux de Pie XII au Vatican, au cours de la Seconde Guerre mondiale dans son combat contre le nazisme ; ainsi, il contribua aux " silences " de Pie XII pour éviter des déchaînements de représailles contre les catholiques de la part de Hitler ;
- Henry du Moulin de Labarthète, chef du cabinet civil du maréchal Pétain, qui contribua au renvoi de Pierre Laval, le 13 décembre 1940, parce que jugé trop favorable au Reich ;
- Jean Jardin, chef du cabinet de Pierre Laval, puis chargé de mission à l'ambassade à Berne, qui établit les premiers contacts avec le gouvernement d'Alger et les Américains avec l'accord de Pierre Laval en 1942-1943 ;
- Harry Hopkins, simple conseiller de  Roosevelt et qui l'incite à une politique d'intransigeance vis-à-vis du Reich pour conduire à l'entrée en guerre des États-Unis en 1941, puis qui devient le lien direct entre Roosevelt, Churchill et Staline ;
- Brendan Bracken, simple secrétaire parlementaire, qui, le 10 mai 1940, sera à la manœuvre, pour permettre à Churchill d'écarter Lord Halifax afin de remplacer Neville Chamberlain et devenir Premier ministre ;
- Luis Carrero Blanco, sous-secrétaire d'état à la Présidence du Conseil du général Franco, qui lui fait comprendre, en 1940/41, que l'entrée en guerre de l'Espagne aux côtés du Reich impliquerait la défaite et la perte des Canaries, indéfendables contre la Royal Navy ;
- Egon Bahr, Secrétaire d'État à la Chancellerie, qui mène l'Ostpolitik du Chancelier Willy Brandt en 1969/74 ;
- Henry Kissinger, Conseiller à la Sécurité Nationale (National Security Adviser) qui mène secrètement du début à la fin le rapprochement entre la Chine et les États-Unis en 1970/1971 ;
- Marie-France Garaud et Pierre Juillet, chargés de mission à l'Élysée, qui incitent Georges Pompidou au renvoi du Premier ministre Chaban-Delmas en 1972 ;
- Ambroise Roux, qui conçoit la politique économique de Georges Pompidou pour créer de grands groupes industriels adossés à l'État ;
- Alexandre Iakovlev, simple ambassadeur au Canada, qui fait prendre conscience à Mikhaïl Gorbatchev de la faillite du système soviétique et qui, après être entré au Politburo, l'incite à lancer la Perestroïka en 1986/89 puis le convainc de la nécessité de la réunification allemande en 1989 ;
- Stephen Bannon, qui conseille activement le 45e Président américain Donald Trump tout en étant membre du Conseil de sécurité nationale (États-Unis)[6],[7].
- Wang Huning, qui est l'architecte des idéologies chinoises de Hu Jintao (concept de développement scientifique) et de Xi Jinping (rêve chinois). Il occupe des postes de conseil et de théorie depuis 30 ans, dès l'ère Jiang Zemin, et occupe désormais une place au sein du comité permanent du bureau politique du parti communiste chinois, l'organe le plus puissant du pays[5].

Généralement, la vocation de ces personnages est de rester dans l'ombre.
Pierre Viansson-Ponté, dans le journal Le Monde, qualifia Jacques Foccart d'éminence grise, du fait de ses activités occultes concernant l'Afrique et de ses réseaux secrets, quoiqu'il n'ait pas eu sur le général de Gaulle une influence telle : il n'est pas démontrable que Foccart inspira cette politique, au lieu de se contenter d'appliquer les décisions de de Gaulle.